# Luis María Lasúrtegui
Luis María Lasúrtegui Berridi (Pasaia, 28 marzo 1956) è un ex canottiere spagnolo.

## Palmarès
- Giochi olimpici

Los Angeles 1984: argento nel due senza.